# Jasper Philipsen
Pour les articles homonymes, voir Philipsen.
Jasper Philipsen, né le 2 mars 1998 à Mol, est un coureur cycliste belge, membre de l'équipe Alpecin-Deceuninck.
Ses qualités de sprinteur lui ont notamment permis de remporter les classiques Milan-San Remo 2024, Eschborn-Francfort 2021 et Classic Bruges-La Panne 2023 ainsi que treize étapes sur les Grands Tours (dix sur le Tour de France et trois sur le Tour d'Espagne) ainsi que maillot vert sur le Tour de France 2023.

## Biographie

### Catégories de jeune

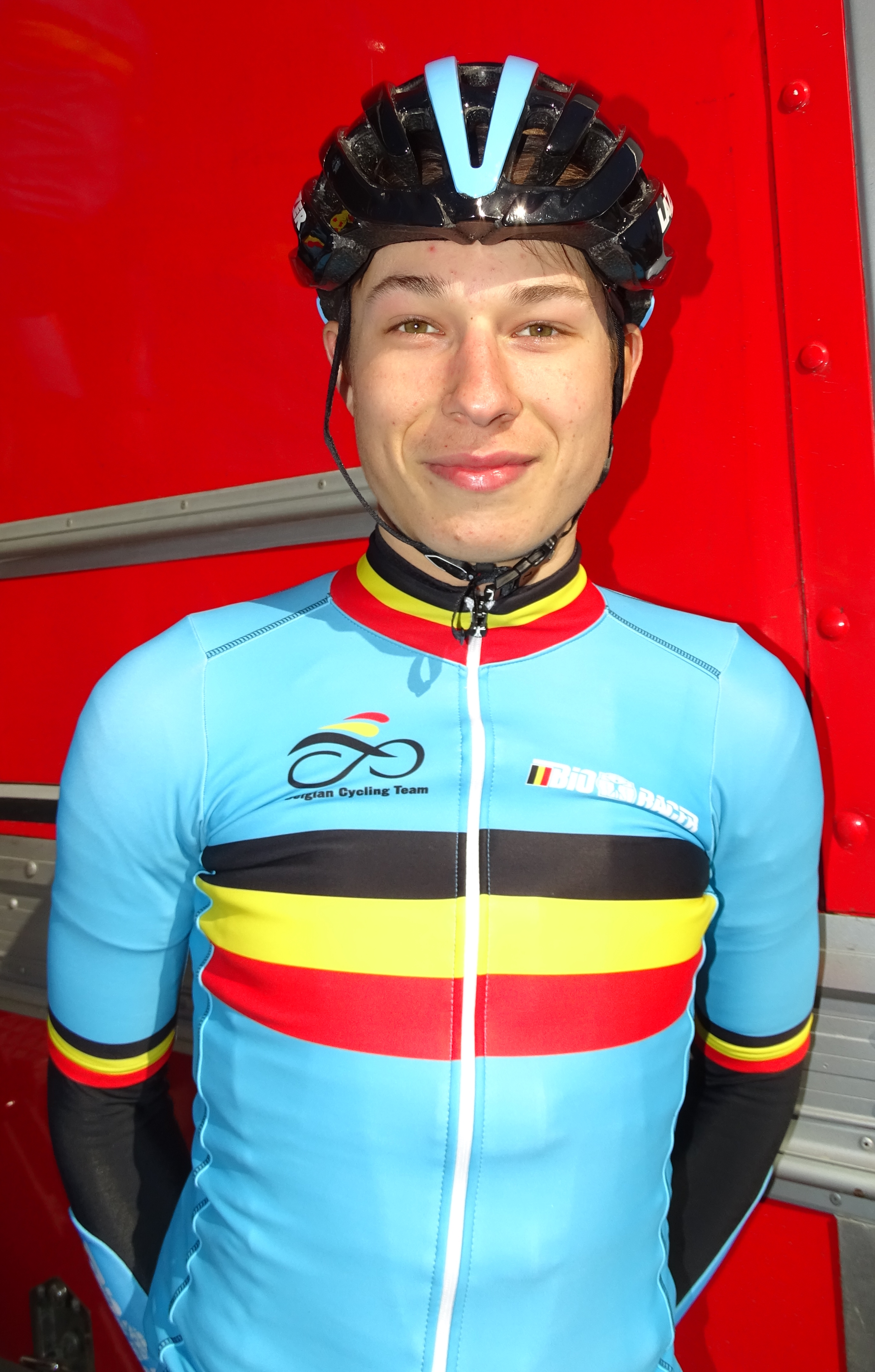
Jasper Philipsen lors du départ de Paris-Roubaix juniors 2016.

Parmi les juniors (moins de 19 ans), Jasper Philipsen se distingue dès sa première saison en 2015 en devenant champion de Belgique du contre-la-montre. Il termine également quatrième de Paris-Roubaix juniors. Sélectionné en équipe nationale, il participe aux championnats d'Europe, où il se classe huitième de la course en ligne, et aux championnats du monde, terminant sixième du contre-la-montre. En fin de saison, il est désigné Flandrien junior de l'année.
En 2016, il devient de nouveau champion national juniors dans le chrono et remporte la Guido Reybrouck Classic et le Grand Prix E3 juniors. Il termine par ailleurs troisième de Kuurne-Bruxelles-Kuurne juniors et cinquième de Paris-Roubaix juniors. Comme l'année précédente, il participe aux championnats d'Europe, où il se classe dix-septième du contre-la-montre et onzième de la course en ligne, puis aux championnats du monde de Doha, où il termine dix-huitième du contre-la-montre. Victime d'un malaise à l’arrivée j, il est contraint de déclarer forfait pour la course en ligne.
Repéré par ses qualités de rouleur et de flandrien, il rejoint l'équipe BMC Development en 2017, réserve de la formation WorldTour BMC Racing. En avril, il domine le Triptyque des Monts et Châteaux en remportant la deuxième étape au sprint, puis le classement général, mais également le classement par points et le classement des jeunes. Par la suite, il est à la fois deuxième du Tour des Flandres espoirs et du ZLM Tour et remporte en juin le classement par points et une étape du Tour d'Italie espoirs. En juillet, il s'adjuge la deuxième étape du Tour Alsace et termine huitième du championnat d'Europe sur route espoirs. En deuxième partie de saison, il gagne au sprint la quatrième étape de l'Olympia's Tour et Paris-Tours espoirs.

### Passage en professionnel en 2018
En 2018, avec l'arrêt de BMC Development, il devient professionnel chez Hagens Berman-Axeon. Il signe plusieurs succès, dont deux étapes et le général du Triptyque des Monts et Châteaux, une étape du Tour d'Italie espoirs et du Tour de l'Utah. Très courtisé, il signe en octobre 2018 un contrat avec l'équipe World Tour UAE Emirates pour la saison 2019.

### 2019: une première victoire sur le World Tour chez UAE Emirates
Philipsen remporte sa première victoire sur le World Tour dès janvier 2019, s'imposant au sprint lors de la cinquième étape du Tour Down Under, devant Peter Sagan et Danny van Poppel. Il termine initialement deuxième de l'étape, devancé par Caleb Ewan, mais ce dernier se retrouve disqualifié pour lui avoir asséné des coups de casques dans l'approche du sprint.
En février, il décroche une 3e place d'étape sur le Tour de l'Algarve, devancé par Arnaud Démare et Dylan Groenewegen. Il monte également sur la troisième marche du podium lors de la Nokere Koerse. Sur les mois de mars et avril, son équipe lui fait prendre part à de nombreuses classiques World Tour dont le Circuit Het Nieuwsblad (37e), les Strade Bianche (abandon), Milan-San Remo (150e), l'E3 BinckBank Classic (abandon), À travers les Flandres (142e), le Tour des Flandres (abandon) puis Paris-Roubaix (abandon). Enchaînant par un mois de coupure, il reprend la compétition sur le Tour de Californie où, auteur de quatre tops 10, il est seulement précédé par Fabio Jakobsen sur la quatrième étape. En juin, il accumule les jours de course en Belgique, auteur de nombreuses places, sur le Tour de Belgique, 6e du classement général et 2e du classement par points, 5e d'À travers le Hageland, 2e de la Flèche de Heist, 3e du Tour des onze villes ou encore 9e du championnat de Belgique. En juillet, il est retenu pour participer au Tour de France dont il est le benjamin de l'épreuve. Il y réalise trois tops 10 (5e, 6e et 7e d'étape) avant d'abandonner au soir de la onzième étape, son équipe souhaitant le préserver alors que les Pyrénées se profilaient à l'horizon. Le même mois, il est sélectionné pour représenter son pays aux championnats d'Europe de cyclisme sur route. Il prend à cette occasion la onzième place de la course en ligne. En septembre, il monte sur le podium de la Brussels Cycling Classic (3e) puis du GP de Fourmies (2e), remporté par Pascal Ackermann.

### 2020: trois victoires dont une étape de la Vuelta
En 2020, il se classe onzième de la Bretagne Classic remportée par l'Australien Michael Matthews. Lors des Championnats d'Europe de cyclisme sur route, il est joker de son équipe nationale en cas d'arrivée au sprint, mais il abandonne, pris dans une chute massive. Il termine cinquième de la Brussels Cycling Classic au sprint quelques jours plus tard. Vainqueur pour la première fois en 2020 d'une étape sur le Tour du Limousin-Nouvelle-Aquitaine , il s'adjuge ensuite la première étape du BinckBank Tour. Novice sur la Vuelta, Philipsen y fait d'abord un podium lors de la 4e étape, coiffé sur la ligne par Sam Bennett. Il s'impose ensuite lors de la 15e étape, pour la première fois sur un grand tour. Il s'agit de sa deuxième et dernière saison chez UAE, son transfert chez Alpecin-Fenix étant annoncé dès septembre.

### 2021: transfert chez Alpecin-Fenix, deux étapes du tour d'Espagne et une première classique
Début 2021, Philipsen rejoint l'équipe belge de deuxième division Alpecin-Fenix. Sa saison commence en février à l'UAE Tour, où son équipe est contrainte de se retirer avant le début de la deuxième étape, dû à un cas de Covid. Il est au départ du Circuit Het Nieuwsblad, où il se classe 124e ainsi que du Samyn que son coéquipier Tim Merlier remporte.
Aligné sur Paris-Nice en tant que leader, il finit 4e de la 1re étape et abandonne avant le début de la 7e étape. Il finit deuxième de la Classic Bruges-La Panne derrière Sam Bennett. Il s'agit de son premier podium sur une classique World Tour.

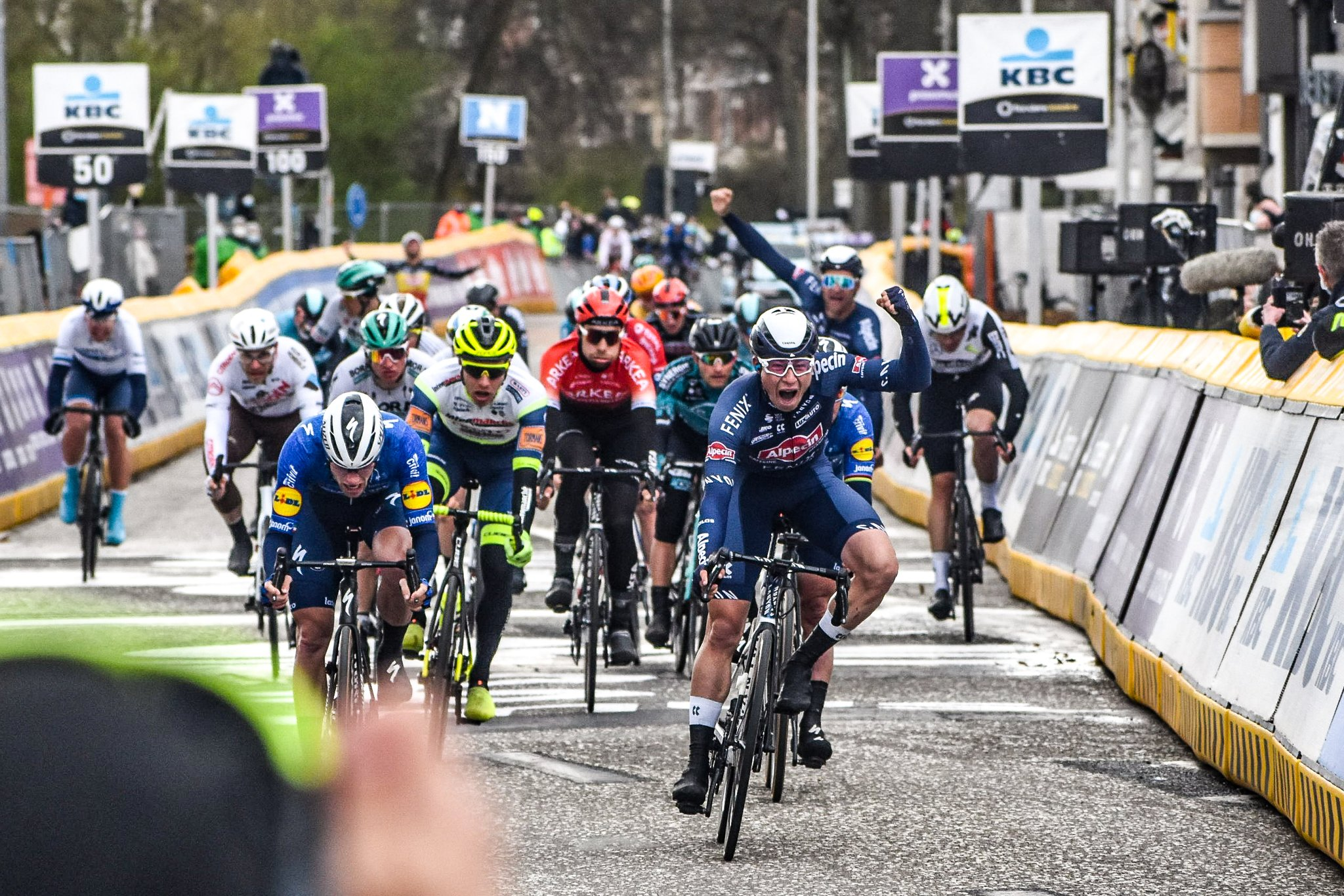
Philipsen gagne le Grand Prix de l'Escaut 2021

En avril, il remporte au sprint le Grand Prix de l'Escaut, en prenant sa revanche sur Bennett. Il réalise six podiums lors du Tour de Turquie, lève deux fois les bras sur la ligne, et remporte le classement par points. Il est aligné sur le Tour de Belgique, où il ne prend pas le départ de la quatrième étape, victime d'une profonde coupure au genou.
En juillet, il est sélectionné pour son premier Tour de France qui s'avèrera un succès au niveau collectif, mais décevant au niveau individuel. Logiquement éclipsé par ses coéquipiers Merlier et van der Poel au début du tour, leurs abandons lui permettent d'être la carte à jouer dans les arrivées au sprint, mais sans succès. Philipsen quitte la Grande Boucle avec six podiums, dont trois deuxièmes places et à la 4e place du classement par points.
Un peu moins d'un mois plus tard, il est aligné sur le Tour d'Espagne, où il avait gagné une étape l'année précédente. Il améliore cette performance en remportant la 2e étape et la 5e étape. Fiévreux, il ne sera pas au départ de la 11e. Il remporte ensuite les quatre courses auxquelles il participe : le Championnat des Flandres, sa première classique World Tour avec l'Eschborn-Francfort, le Grand prix de Denain et la Classique Paris-Chauny. Philipsen termine sa saison en France sur Paris-Roubaix (41e) et Paris-Tours (12e).

### 2022: victoire sur les Champs-Élysées
Pour sa deuxième participation au Tour de France, Il remporte au sprint la 15e étape à Carcassonne et la dernière étape du Tour, sur l'avenue des Champs-Élysées à Paris. Pendant cette année 2022, il a aussi remporté cinq étapes d'autres tours : deux étapes au Tour des Émirats arabes unis, une au Tour de Turquie, une au Tour de Belgique et une au Tour du Danemark. Il monte sur le podium de la course en ligne des Championnats de Belgique derrière Tim Merlier et Jordi Meeus. Le 6 octobre, en fin de saison, il s'impose sur Paris-Bourges, remportant un sprint royal devant Arnaud Démare, Bryan Coquard, Alexander Kristoff et Jordi Meeus.

### 2023: dix-neuf victoires dont quatre étapes du Tour de France et maillot vert

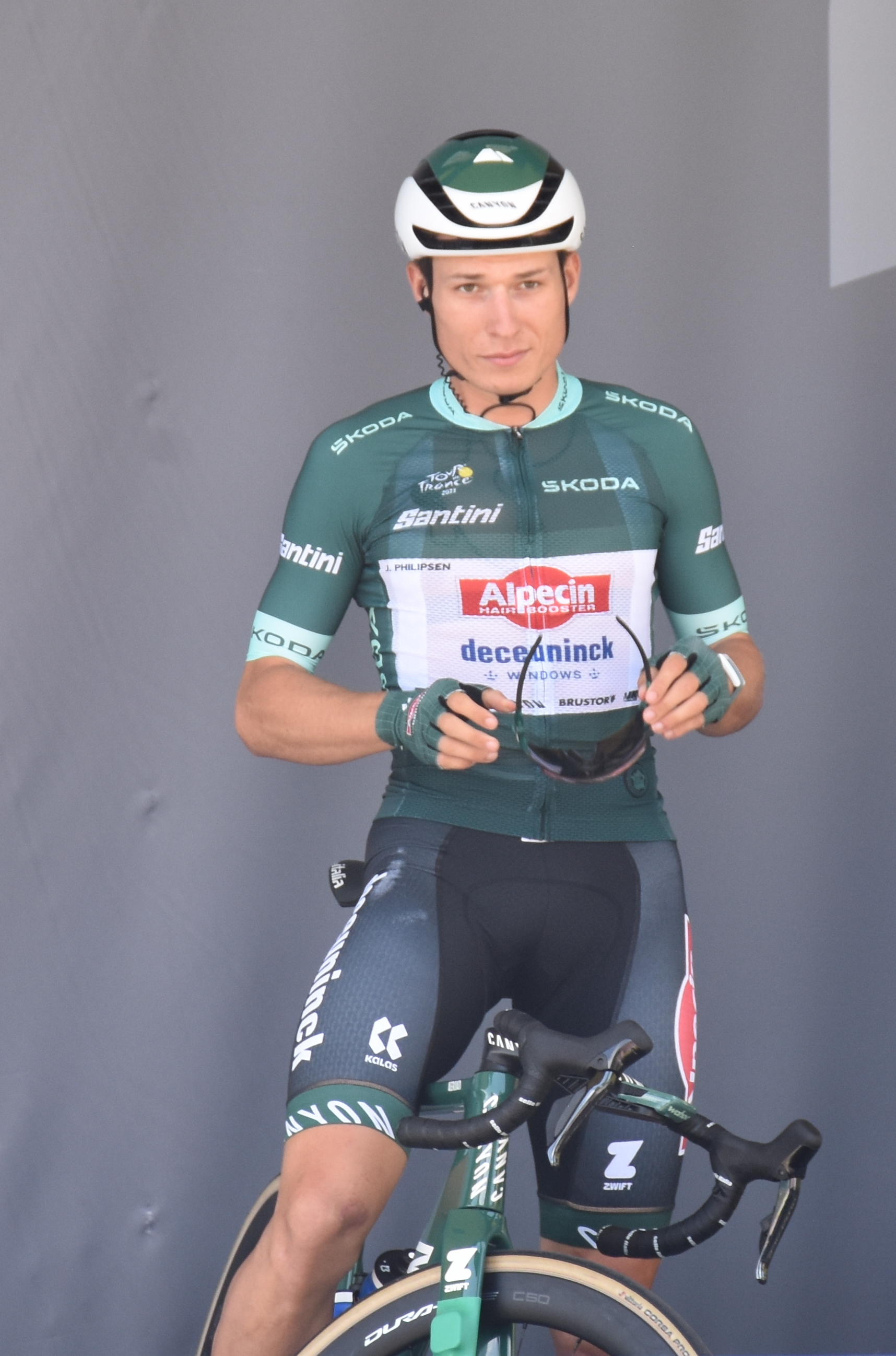
Jasper Philipsen, maillot vert du Tour de France 2023.

Philipsen reprend la compétition à l'occasion du Circuit Het Nieuwsblad où il se classe 33e. Dominé par Fabio Jakobsen lors de la deuxième étape de Tirreno-Adriatico, il réussit son début de saison en remportant ensuite les deux autres étapes de cette course italienne accessibles aux sprinteurs. Le 22 mars, il s'impose dans un sprint à quatre sur la Classic Bruges-La Panne 2023 devant Olav Kooij. Après avoir remporté un second Grand Prix de l'Escaut, il monte pour la première fois sur le podium d'une classique Monument le 9 avril en se classant deuxième de Paris-Roubaix 46 secondes derrière son leader Mathieu van der Poel. Le 14 juin, il remporte la 1re étape du Tour de Belgique à Montaigu-Zichem devançant Fabio Jakobsen.
Philipsen aborde le Tour de France avec l'ambition de remporter le maillot vert. Il s'adjuge au sprint les 3e, 4e, 7e et 11e étapes et gagne la tunique convoitée avec 119 points d'avance sur Mads Pedersen et 174 sur Bryan Coquard. Sur la 18e étape, il intimide Pascal Eenkhoorn qui voulait rejoindre l'échappée, mais il n'est pas sanctionné,. Sur les Champs-Élysées, il ne remporte pas un cinquième succès, battu sur le fil par son compatriote Jordi Meeus. À tout juste 25 ans, il est déjà l'un des plus titrés comme vainqueur d'étapes sur le Tour de France (6 victoires). 
Un mois après le Tour de France, il gagne la 1re étape du Renewi Tour à Ardoye remportant un sprint royal devant Tim Merlier, Olav Kooij, Arnaud De Lie et Dylan Groenewegen. Ensuite, entre mi-septembre et début octobre, il enchaîne les victoires sur quatre courses du calendrier de l'UCI Europe Tour 2023 : le Championnat des Flandres et la Gooikse Pijl en Belgique, Paris-Chauny en France et Visit Friesland Elfstedenrace aux Pays-Bas. Il clôture en force la saison au Tour de Turquie en y remportant le classement par points et quatre étapes, portant à dix-neuf son total de victoires en 2023 (record de l'année devant Tadej Pogačar : 17 victoires) dont huit succès en UCI World Tour. Il termine l'année à la neuvième place du classement mondial UCI 2023 et remporte le Trophée Flandrien de meilleur coureur cycliste belge de l'année.

### 2024: victoires sur Milan-San Remo et trois étapes du Tour de France
Le 5 mars, il gagne la 2e étape de Tirreno-Adriatico devant Tim Merlier. Il s’adjuge à cette occasion son premier succès de l’année. Le 16 mars, il remporte Milan-San Remo, le premier monument de la saison cycliste, en devançant Michael Matthews et Tadej Pogačar. Il s'agit de la première victoire du Belge dans un « Monument ».
Le 7 avril, il termine deuxième de Paris-Roubaix, ayant contrôlé le groupe de poursuivants derrière son leader et vainqueur Mathieu van der Poel. Ce résultat est identique à celui de la saison dernière. En juin, il gagne la 3e étape du Tour de Belgique à Montaigu-Zichem mais se classe deux fois deuxième derrière Tim Merlier. Il termine à la quatrième place du classement général et remporte le maillot rouge du classement par points. Le 23 juin, il termine deuxième du sprint des championnats de Belgique à Zottegem derrière Arnaud De Lie qu'il ne réussit pas à remonter.
Sur le Tour de France, il termine deuxième au sprint sur la 6e étape à Dijon, mais il est déclassé pour avoir tassé Wout van Aert contre la barrière,. Après deux autres deuxièmes places validées, il remporte la 10e étape à Saint-Amand-Montrond, bien emmené par Mathieu van der Poel et franchit la ligne d'arrivée avec deux longueurs d'avance sur le maillot vert Biniam Girmay. Il obtient à cette occasion sa dixième victoire sur un Grand Tour. Trois jours plus tard, il signe une second succès sur la Grande Boucle 2024 à Pau en remontant Wout van Aert puis remporte un troisième succès à l'issue de la 16e étape à Nîmes.
À la fin d'août, il est au départ du Renewi Tour. Il y termine deux fois deuxième, chaque fois devancé au sprint par Jonathan Milan, lors des 1re et 3e étapes avant de battre l'Italien pour le gain de la 4e étape à Ardooie, de remporter le maillot vert du classement par points et de se classer à la sixième place du classement général. Cette victoire est la septième de la saison engrangée sur une course de l'UCI World Tour 2024. Il termine la saison à la troisième place du classement mondial UCI 2024 derrière Tadej Pogačar et Remco Evenepoel.

### 2025
En février 2025, il termine deuxième de la 1re étape du Tour des Émirats arabes unis mais est déclassé pour avoir quitté sa ligne. Ensuite, il se classe troisième de la 4e étape et deuxième de la 6e étape. Le 1er mars, il monte sur le podium du Circuit Het Nieuwsblad, battu au sprint par Søren Wærenskjold et Paul Magnier. Le lendemain, le jour de ses 27 ans, il remporte son premier succès de la saison en s'imposant à Kuurne-Bruxelles-Kuurne d'une longueur devant Olav Kooij. Le 29 avril, au Grand Prix de l'Escaut, il se classe deuxième du sprint remporté par Tim Merlier. Le 15 juin, il manque de nouveau la victoire, devancé par Paul Magnier au Tour des onze villes à Bruges. Sur le Tour de Belgique, il déchausse au pied de la petite rampe finale de la 1re étape à Knokke, évite la chute de justesse et ne peut sprinter. Ce n'est que partie remise car il s'impose le lendemain à Putte devant Sebastián Molano.
Le 5 juillet, bien emmené par trois de ses coéquipiers, il gagne facilement le sprint de la 1re étape du Tour de France à Lille, sa dixième victoire sur la Grande Boucle, et endosse pour la première fois le maillot jaune. Il cède ce maillot le lendemain à son équipier Mathieu van der Poel mais conserve le maillot vert. Lors de la 3e étape, il est victime d'une lourde chute au cours d’un sprint intermédiaire, qui le contraint à l'abandon en raison d’une fracture à la clavicule droite.

## Style et caractéristiques
Jasper Philipsen est comparé à Tom Boonen par les médias, dont il partage le lieu de naissance (Mol) et le profil de routier-sprinteur, spécialiste des classiques,.

## Palmarès

### Palmarès amateur
| - 2014 - Champion du Limbourg du contre-la-montre débutants - 3e du championnat du Limbourg sur route débutants - 2015 - Champion de Belgique du contre-la-montre juniors - 3e de la Guido Reybrouck Classic - 6e du championnat du monde contre-la-montre juniors - 8e du championnat d'Europe sur route juniors - 2016 - Champion de Belgique du contre-la-montre juniors - Guido Reybrouck Classic - Ster van Zuid-Limburg : - Classement général - Prologue - Grand Prix E3 juniors - 2e de la Nokere Koerse juniors - 2e du championnat de Belgique du contre-la-montre par équipes juniors - 3e de Kuurne-Bruxelles-Kuurne juniors | - 2017 - Triptyque des Monts et Châteaux - Classement général - 2e étape - 4e étape du Tour d'Italie espoirs - 2e étape du Tour Alsace - 4e étape de l'Olympia's Tour - Paris-Tours espoirs - 2e de la Zuidkempense Pijl - 2e du Tour des Flandres espoirs - 2e du ZLM Tour - 8e du championnat d'Europe sur route espoirs - 2018 - Triptyque des Monts et Châteaux : - Classement général - 1re et 2e étapes - 3e étape du Tour d'Italie espoirs - 4e étape du Tour de l'Utah - Gylne Gutuer |  |

### Palmarès professionnel
| - 2019 - 5e étape du Tour Down Under - 2e de la Flèche de Heist - 2e du Grand Prix de Fourmies - 3e de la Nokere Koerse - 3e du Tour des onze villes - 3e de la Brussels Cycling Classic - 2020 - 3e étape du Tour du Limousin-Nouvelle-Aquitaine - 1re étape du BinckBank Tour - 15e étape du Tour d'Espagne - 2021 - Grand Prix de l'Escaut - 6e et 7e étapes du Tour de Turquie - 2e et 5e étapes du Tour d'Espagne - Championnat des Flandres - Eschborn-Francfort - Grand Prix de Denain - Paris-Chauny - 2e de la Classic Bruges-La Panne - 2022 - 1re et 5e étapes du Tour des Émirats arabes unis - 3e étape du Tour de Turquie - 2e étape du Tour de Belgique - 15e et 21e étapes du Tour de France - 4e étape du Tour du Danemark - Circuit du Houtland - Paris-Bourges - 2e de la Gooikse Pijl - 2e du Tour de Münster - 3e du championnat de Belgique sur route - 6e de la Cyclassics Hamburg - 2023 - 3e et 7e étapes de Tirreno-Adriatico - Classic Bruges-La Panne - Grand Prix de l'Escaut - Tour des onze villes - 1re étape du Tour de Belgique - Tour de France : - Classement par points - 3e , 4e, 7e et 11e étapes - 1re étape du Renewi Tour - Championnat des Flandres - Gooikse Pijl - Paris-Chauny - Visit Friesland Elfstedenrace - 1re, 2e, 4e et 8e étapes du Tour de Turquie - 2e de Paris-Roubaix - 4e d'À travers les Flandres | - 2024 - 2e étape de Tirreno-Adriatico - Milan-San Remo - Classic Bruges-La Panne - 3e étape du Tour de Belgique - 10e, 13e et 16e étapes du Tour de France - 4e étape du Renewi Tour - Tour de Münster - 2e du championnat de Belgique sur route - 2e du Grand Prix de l'Escaut - 2e de Paris-Roubaix - 3e de Nokere Koerse - 3e du Championnat des Flandres - 3e de Paris-Tours - 4e de Gand-Wevelgem - 4e du championnat d'Europe sur route - 6e du Renewi Tour - 7e de la Cyclassics Hamburg - 2025 - Kuurne-Bruxelles-Kuurne - 2e étape du Tour de Belgique - 1re étape du Tour de France - 2e du Grand Prix de l'Escaut - 2e du Tour des onze villes - 3e du Circuit Het Nieuwsblad - 3e du championnat de Belgique sur route - 4e de la ADAC Cyclassics Hamburg |  |

### Résultats sur les grands tours

#### Tour de France
6 participations
- 2019 : non-partant (12e étape)
- 2021 : 109e
- 2022 : 92e, vainqueur des 15e et 21e étapes
- 2023 : 97e,  vainqueur du classement par points, et des 3e, 4e, 7e et 11e étapes
- 2024 : 128e, vainqueur des 10e, 13e et 16e étapes
- 2025 : abandon (3e étape), vainqueur de la 1re étape,  maillot jaune pendant un jour

#### Tour d'Espagne
2 participations
- 2020 : 85e, vainqueur de la 15e étape
- 2021 : non-partant (11e étape), vainqueur des 2e et 5e étapes

### Classiques et grands championnats
Le tableau suivant présente les résultats de Jasper Philpsen lors des classiques de l'UCI World Tour ainsi qu'aux championnats internationaux.
| AB    | Abandon                | HD                  | Hors-délais             | -             | Pas de participation   | ×                  | Pas d'épreuve      |                    |                  |                      |                        |                        |
| Année | Circuit Het Nieuwsblad | Milan-San Remo (Mo) | Classic Bruges-La Panne | Gand-Wevelgem | À travers les Flandres | Paris-Roubaix (Mo) | Eschborn-Francfort | Cyclassics Hamburg | Bretagne Classic | Grand Prix de Québec | Grand Prix de Montréal | Europe Course en ligne |
| 2019  | 37e                    | 150e                | -                       | -             | 142e                   | AB                 | -                  | 34e                | 36e              | 63e                  | 94e                    | 11e                    |
| 2020  | -                      | -                   | -                       | 47e           | -                      | -                  | x                  | x                  | 11e              | x                    | x                      | AB                     |
| 2021  | 124e                   | -                   | 2e                      | 38e           | 57e                    | 41e                | Vainqueur          | x                  | -                | x                    | x                      | -                      |
| 2022  | -                      | 66e                 | -                       | 21e           | 29e                    | -                  | 11e                | 6e                 | -                | -                    | -                      | -                      |
| 2023  | 33e                    | 15e                 | Vainqueur               | AB            | 4e                     | 2e                 | AB                 | -                  | 45e              | -                    | -                      | -                      |
| 2024  | 66e                    | Vainqueur           | Vainqueur               | 4e            | 15e                    | 2e                 | -                  | 7e                 | -                | -                    | -                      | 4e                     |
| 2025  | 3e                     | 163e                | 47e                     | 44e           | AB                     | 11e                | AB                 |                    |                  |                      |                        |                        |

### Classements mondiaux
| Année                                 | 2017 | 2018 | 2019 | 2020 | 2021 | 2022 | 2023 | 2024 |
| ------------------------------------- | ---- | ---- | ---- | ---- | ---- | ---- | ---- | ---- |
| Classement mondial                    | 327e | 145e | 79e  | 65e  | 15e  | 22e  | 9e   | 3e   |
| UCI Europe Tour                       | 154e | 40e  | 65e  | 54e  | 12e  | 17e  | 9e   | 3e   |
| UCI America Tour                      | nc   | 172e |      |      |      |      |      |      |
|                                       |      |      |      |      |      |      |      |      |
| Légende : nc = non classéSource : UCI |      |      |      |      |      |      |      |      |

## Distinctions
- Flandrien junior de l'année : 2015[2]
- Trophée Flandrien : 2023